# James Reese Europe
James Reese Europe (Mobile, Alabama, 22 de febrer de 1881 - Boston, Massachusetts, 9 de maig de 1919) fou un pianista, violinista, director de orquestra i compositor estatunidenc de ragtime i jazz tradicional que fou un notable pianista i violinista, i ensems un hàbil arranjador, com ho demostren algunes de les seves peces que es conserven, com The much mustard, Down home rag, Caster home rag i St. Louis blues.
S'educà musicalment a Nova Orleans, finançat per la seva família, i el 1904 s'instal·là a Nova York, on amb l'ajuda del sindicat d'artistes de color fundà la New Amsterdam Music Association i el Clef Club, on hi actuaven més de cent músics. El 1910 creà l'Orquestra Europe, amb la qual acompanyà en diverses gires a la llavors més famosa parella de ball, Vernon i Irene Castle. El 1914 dirigí el primer concert “negre” celebrat al Carnegie Hall. En entrar els EUA a la Primera Guerra Mundial, Europe anà al front europeu amb el 369 Regiment, dirigint-hi una orquestra amb la col·laboració de Herb Flemming, que més tard seria un cèlebre trombonista.
Finalitzat el conflicte bèl·lic, amb aquesta mateixa formació orquestral, Europe enregistrà nombrosos blues, espirituals i rags per a la firma Pathé. El 9 de maig de 1919, durant una violenta discussió amb Herbert Wright, bateria de l'orquestra, aquest l'assassinà a ganivetades, posant un inesperat final a la carrera d'un dels més entusiastes difusors del jazz. La història d'Europe ha estat repetidament evocada en la cinematografia, per exemple en el film La història de Vernon i Irene Castle, que protagonitzaren Fred Astaire i Ginger Rogers el 1939.